# Change to Win

Logo des Strategic Organizing Center

Change to Win (heute auch: Strategic Organizing Center, SOC) ist der Name einer Gewerkschaftsorganisation in den USA, die sich im Juli 2005 von der Dachorganisation AFL-CIO abgespaltet hat. Change to Win versteht sich als Dachorganisation mehrerer Einzelgewerkschaften, die durch eine offensive Anwerbung neuer Mitglieder (Organizing) die schwindende Macht der Gewerkschaften stärken will, um so im globalen Arbeitskampf bestehen zu können. Damit handelt es sich bei dieser Spaltung der US-amerikanischen Gewerkschaften um die größte seit den 1930er Jahren, als sich der Congress of Industrial Organizations von der American Federation of Labor abspaltete.
Change to Win vertrat zum 31. Dezember 2011 rund 4,3 Millionen Arbeiter.
Im Sommer 2009 trat die United Brotherhood of Carpenters (500.000 Mitglieder) aus, Unite Here (250.000 Mitglieder) im September 2009 und die Laborers’ International Union of North America (600.000 Mitglieder) im Oktober 2010. Letztere beide kehrten zur AFL-CIO zurück.

## Einzelgewerkschaften
- International Brotherhood of Teamsters (IBT)
- Service Employees International Union (SEIU)
- United Farm Workers of America (UFW)
- United Food and Commercial Workers International Union (UFCW)